# Somniosus rostratus
Somniosus rostratus är en hajart som först beskrevs av Risso 1827.  Somniosus rostratus ingår i släktet håkäringar, och familjen håkäringhajar. IUCN kategoriserar arten globalt som otillräckligt studerad. Inga underarter finns listade i Catalogue of Life.